# ائتلاف متحدون للإصلاح

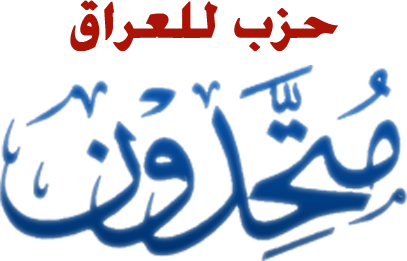
شعار

إئتلاف متحدون للإصلاح وهو تحالف سياسي عراقي سني شكله رئيس البرلمان العراقي السابق أسامة النجيفي في كانون الثاني 2012 وقد تشكلت من قبل أحزاب عراقية سنية من أبرزها الحزب الإسلامي العراقي مع أحزاب قومية عربية و تركمانية منها الجبهة التركمانية العراقية وأتخذت شعار منارة الحدباء في مدينة الموصل وقد فاز هذا الائتلاف بالمرتبة الأولى في انتخابات مجلس المحافظات في سنة 2013 والانتخابات البرلمانية في 2014 في محافظتي نينوى و الأنبار وحصل على المراتب الأولى في محافظة بغداد و محافظة صلاح الدين.

## الشخصيات السياسية
أبرز الشخصيات السياسية المتواجدة في هذا الائتلاف هم:
- أسامة النجيفي رئيس البرلمان العراقي (2010-2014).
- إياد السامرائي أمين عام الحزب الإسلامي العراقي ورئيس البرلمان العراقي (2009-2010).
- سليم الجبوري رئيس البرلمان العراقي السابق وعضو في الحزب الإسلامي العراقي.
- أثيل النجيفي محافظ نينوى السابق.
- رافع العيساوي وزير المالية السابق.
- سلمان الجميلي وزير التخطيط السابق.
- قاسم الفهداوي محافظ الأنبار السابق و وزير الكهرباء السابق.[1]